# Hispasat 30W-6
Hispasat 30W-6 (ранее известный как Hispasat 1F) — геостационарный спутник связи, принадлежащий испанскому спутниковому оператору, компании Hispasat. Предназначен для предоставления телекоммуникационных услуг для Европы, Африки, Северной и Южной Америки.

## Описание
Аппарат построен на базе космической платформы SSL-1300 американской компанией Space Systems/Loral, контракт на создание был подписан в июле 2014 года. Два крыла солнечных батарей и аккумуляторные батареи обеспечивают спутнику электропитание мощностью 11,5 кВт. Двигательная установка включает основной (апогейный) двигатель на химическом топливе и систему гидразиновых двигателей малой тяги для орбитального маневрирования. Также спутник оборудован системой для удержания орбитальной позиции из 4 электрических (ионных) двигателей SPT-100, использующих в качестве рабочего тела газ ксенон, которая позволяет продлить функционирование спутника на 5 дополнительных лет. Ожидаемый срок службы — более 15 лет. Стартовая масса спутника составляет 6092 кг.
На спутник установлены 40 транспондеров Ku-диапазона, 10 транспондеров C-диапазона и 7 транспондеров Ka-диапазона.
Hispasat 30W-6 будет располагаться на орбитальной позиции 30° западной долготы, где заменит другой спутник компании, Hispasat 30W-4 (Hispasat 1D), запущенный на орбиту в 2002 году.

## Запуск
Запуск спутника выполнен ракетой-носителем Falcon 9 компании SpaceX со стартового комплекса SLC-40 на мысе Канаверал. Изначально запуск был запланирован на 25 февраля, также планировалась посадка первой ступени на плавающую платформу «Of Course I Still Love You», расположенную в 635 км от места запуска. Ступень оборудована новыми титановыми решетчатыми рулями, планировалась попытка посадки после выведения наиболее тяжёлой на текущий момент полезной нагрузки на геопереходную орбиту. 23 февраля было объявлено, что запуск отложен для дополнительных технических проверок систем головного обтекателя. После завершения работ, была подана заявка на запуск 1 марта, на время всего за 16,5 часов до старта с соседней площадки SLC-41 ракеты-носителя «Атлас-5» с метеорологическим спутником GOES-S. Несмотря на то, что техническая возможность произвести запуски с таким коротким промежутком существовала из-за использования на ракете Falcon 9 автономной системы безопасности полёта, заявка была отклонена из-за опасений, что чувствительная оптическая аппаратура спутника GOES-S может быть повреждена влиянием выхлопа Falcon 9 при запуске. Приоритет был отдан запуску «Атлас-5», запланированному на эту дату задолго до подачи заявки SpaceX. Плавающая платформа, вместе с судами поддержки, была отозвана к берегу 1 марта, использование её во время запуска 6 марта было отменено из-за неблагоприятных погодных условий (волны высотой более 6 метров) в районе планируемой посадки.
Запуск осуществлен 6 марта 2018 года в 05:33 UTC.

## Фотогалерея

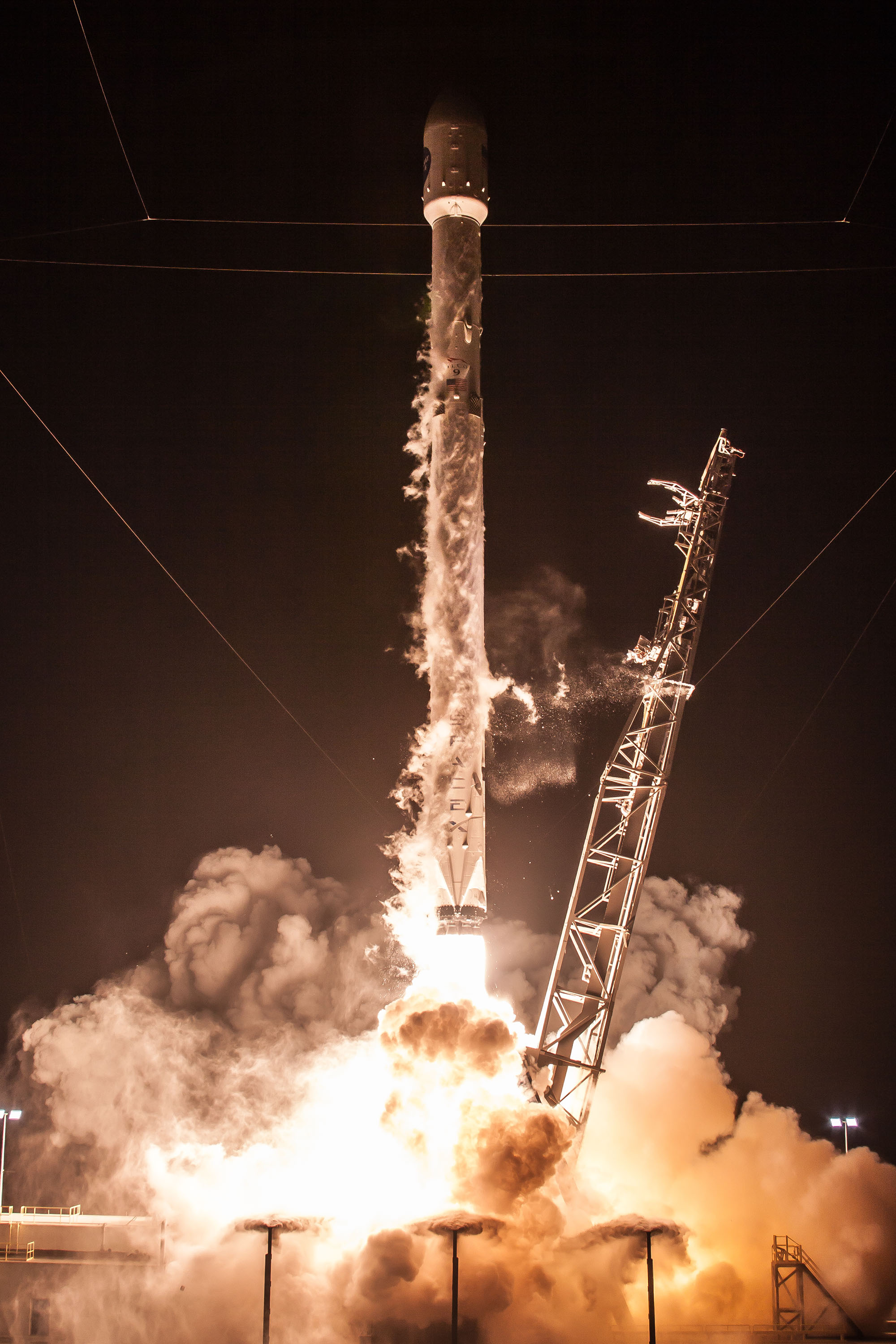
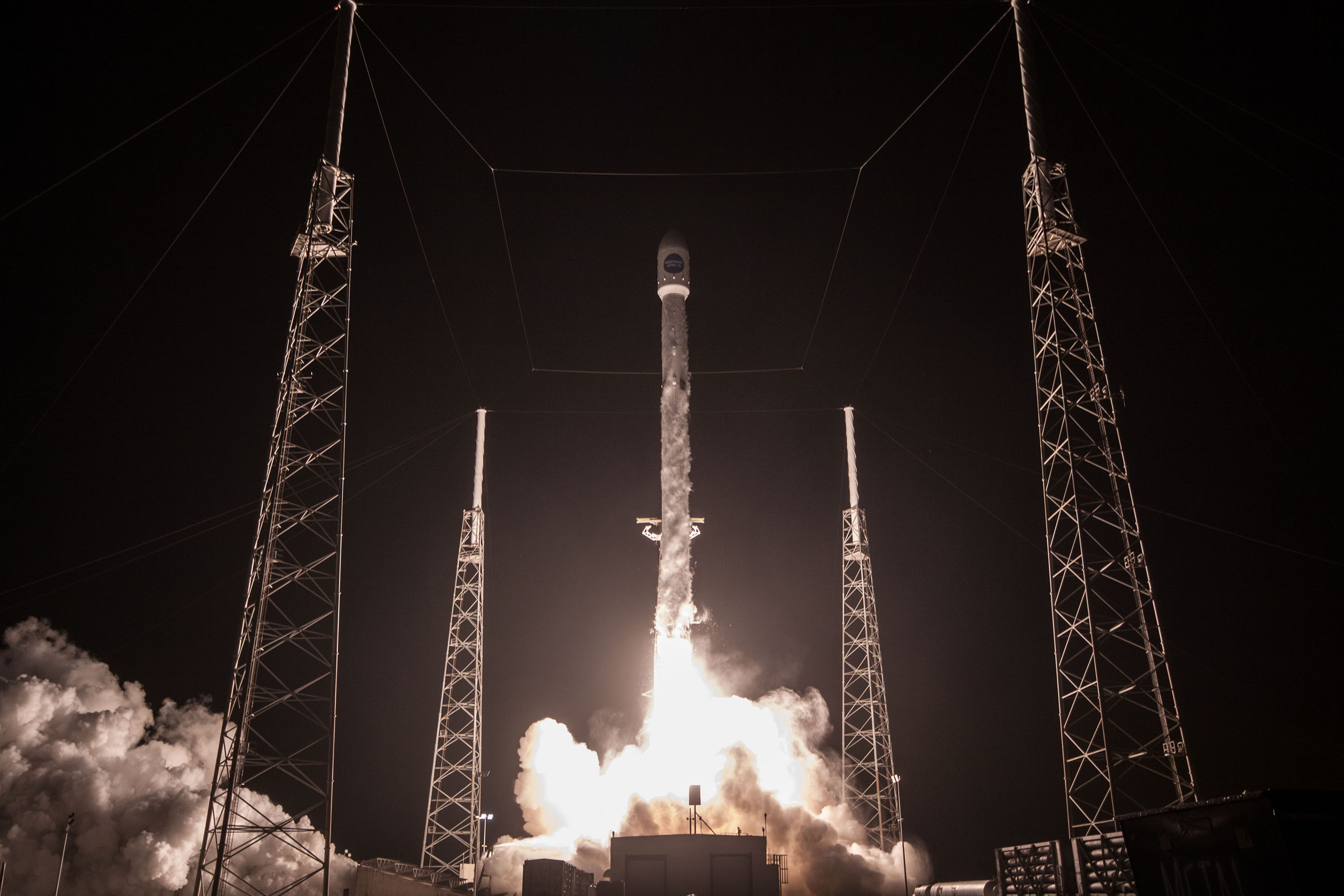
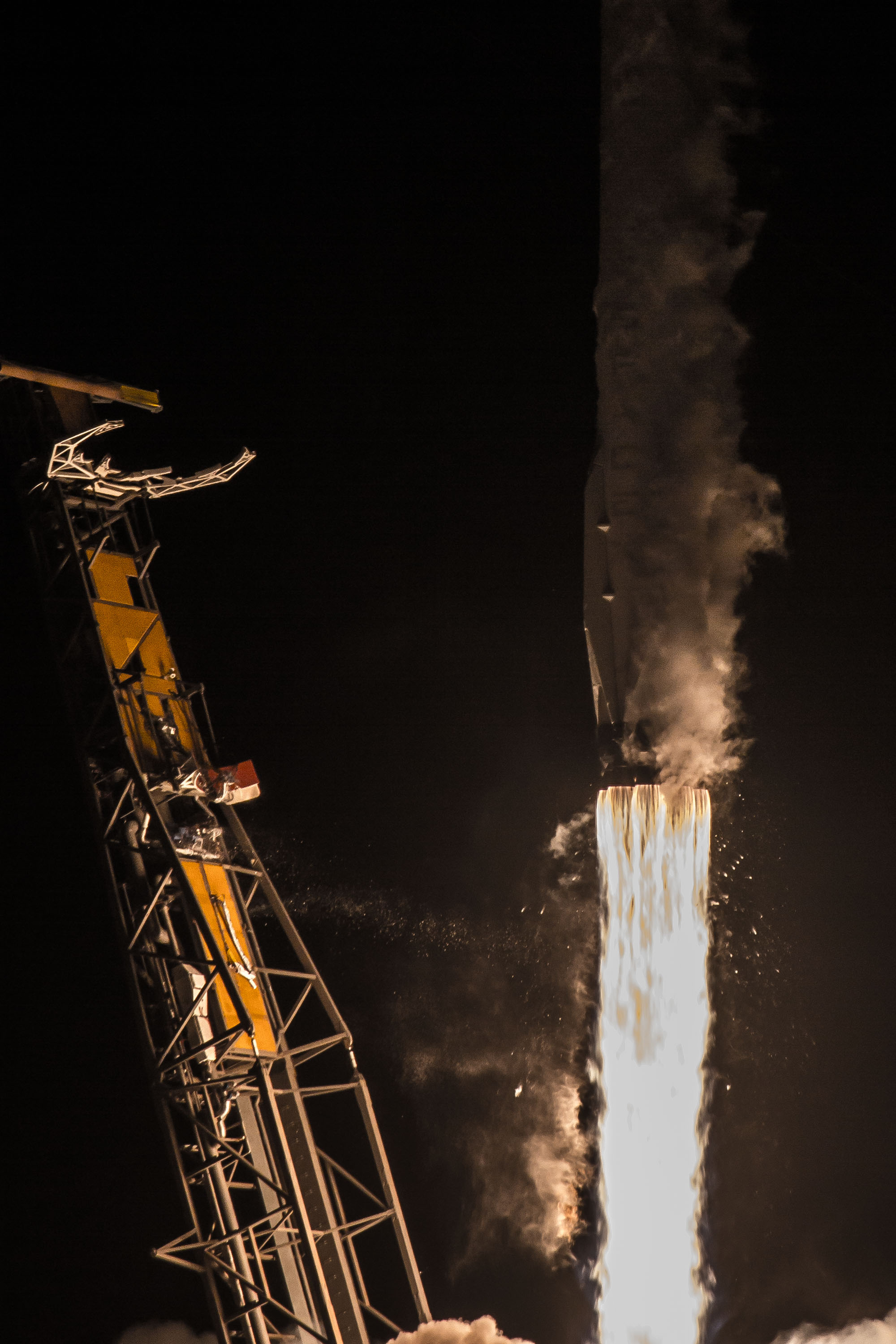
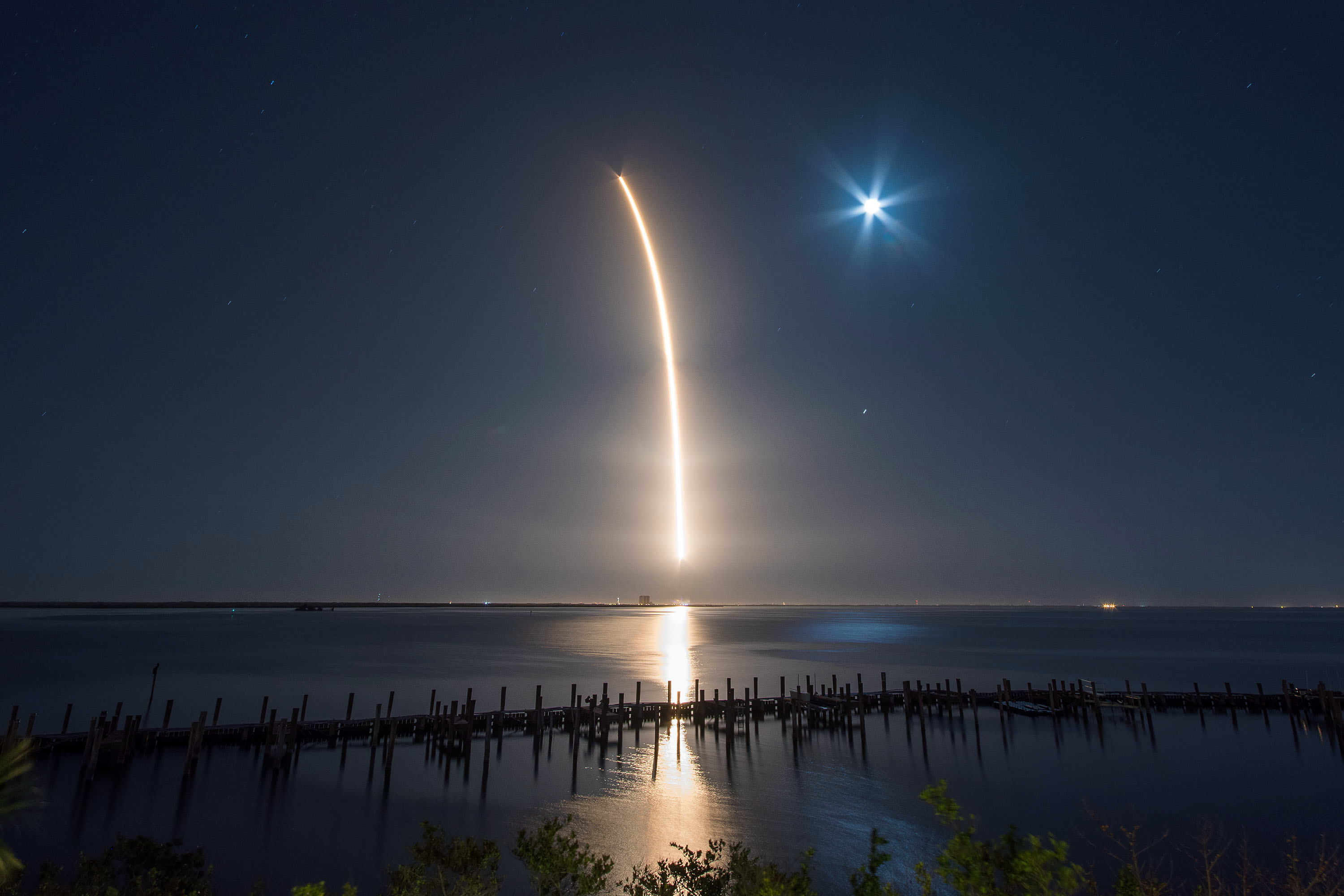